# 域名锁
域名锁（英語：Registrar-Lock），亦称域名安全锁、网域锁、注册锁、转移锁，或直接称为“锁”，是可以在域名注册商为互联网域名设置的一个状态代码。它通常是为防止未经授权、不必要或者意外地更改域名而设计。
在设置该锁后，域名注册局将限制进行下列操作：
- 修改该域名，包括：
  - 转移该域名
  - 删除该域名
- 修改该域名的联系方式

但在已设置时，域名续订仍可进行。
并非所有頂級域（TLD）都支持。
RFC 2832第六章和RFC 3632 2.1章列出了各个状态代码及其描述。